# Harvester of Sorrow
«Harvester of Sorrow» (англ. Похмурий жнець) — пісня гурту Metallica, що вийшла 1988 року у складі альбому …And Justice for All. 28 серпня 1988 пісня опісля «Monsters of Rock Tour» вийшла синглом — першою з пісень цього альбому.
Сингл містив два B-сайди, обидві з яких були кавер-версіями: «Breadfan», спочатку написана Budgie, і «The Prince», спочатку написана Diamond Head . Під час мастерингу запису сталася помилка: наприкінці пісні «Breadfan» можна почути спотворений голос, який каже: «Мамо, де Флаффі?». Насправді це мало бути вступом до наступного треку «The Prince». Однак його відокремили не в тому місці. Гурт вирішив не виправляти цю помилку, коли треки були включені до їхньої компіляції Garage Inc. 1998 року.
Пісня зосереджена на темі домашнього насильства та жорстокого поводження та підкреслює вплив травми на людину, коли вона подорослішає. Ця пісня про чоловіка, який у дитинстві зазнав жорстокого поводження, що травмувало його протягом усього дорослого життя. Вищезгадана травма зводить його з розуму, і він вирішує вбити свою сім'ю.
Кавер на пісню зробив панк-рок -гурт Link 80 із Сан-Франциско для альбому-компіляції 2000 року Punk Goes Metal.
Apocalyptica переробила кавер-версію пісні для кавер-альбому A Tribute to the Four Horsemen. 
Німецький електронний гурт Funker Vogt також зробив кавер на пісню на триб'ютному альбомі The Blackest Album Vol. 3.

## Історія випуску
| Країна                | Дата                | Формат    | Лейбл   |
| --------------------- | ------------------- | --------- | ------- |
| Об'єднане Королівство | 19 серпня 1988 року | CD, Вініл | Elektra |
| Сполучені Штати       | 28 серпня 1988 року | CD, Вініл | Elektra |
|                       |                     |           |         |

## Позиції в чартах
| Чарт (1988)                        | Найвища позиція |
| ---------------------------------- | --------------- |
| Australian (ARIA) Singles Chart    | 100             |
| Ірландія (IRMA)                    | 19              |
| Нова Зеландія (RIANZ)              | 30              |
| Spain (AFYVE)                      | 11              |
| Велика Британія (UK Singles Chart) | 20              |

## Учасники запису
- Джеймс Гетфілд — ритм-гітара, вокал
- Кірк Гемметт — соло-гітара
- Ларс Ульріх — ударні
- Джейсон Ньюстед — бас-гітара